# Chez Tortoni
Chez Tortoni es una pintura del artista francés Édouard Manet, pintada aproximadamente en 1875. La pintura al óleo sobre lienzo mide 26 x 34 centímetros (10,2 x 13,4 plg). La pintura era parte de la colección del Museo Isabella Stewart Gardner de Boston, Massachusetts, Estados Unidos hasta que fue robada en 1990 y aún no ha sido recuperada. Se ofrece una recompensa de 10 millones de dólares por la devolución de Chez Tortoni y las otras obras robadas.

## Descripción
El cuadro representa a un caballero no identificado sentado en una mesa del Café Tortoni de París mientras dibuja en un bloc de dibujo. Sobre la mesa hay un vaso de cerveza medio vacío.

## En la cultura popular
La pintura apareció en una escena de fondo en la temporada 3, episodio 1 ("The Birthday") de The Vampire Diaries. También apareció en la temporada 3, episodios 3 y 5 de la serie francesa de Netflix, Lupin. También tuvo una aparición en L'Art du crime, temporada 6, episodios 1 y 2, "La nouvelle Olympia".